# Zambia Sugar
Zambia Sugar ist eine Aktiengesellschaft in Sambia mit Sitz in Mazabuka, Nakambala Estate. 82 % der Anteile werden von Illovo Sugar, einer Tochtergesellschaft der British Sugar, gehalten.
Zambia Sugar wurde Ende der 1960er Jahre als Nakambala Sugar Estate gegründet. Im Juli 1995 wurde das Unternehmen privatisiert, und in Zambia Sugar Public Company Limited umbenannt. Es ist ein multinationales Unternehmen mit Produktionsstätten in Sambia um Mazabuka und den Luena Sugar Plantation in der Provinz Luapula und außerhalb in der Republik Südafrika (39 %), Malawi (31 %), Swasiland (19 %), Mauritius (8 %) und USA (3 %). Weitere Produktionsstätten in Tansania und Mosambik befinden sich noch im Investitionsstadium. Zu seinem Gewinn steuern Zuckerprodukte 59 Prozent bei, Zuckerrohranbau 23 Prozent und andere Produkte wie Gin, Diacetyl, Aceton, Sirup oder Ethanol 18 Prozent.
Im Jahr 2001 verarbeitete Zambia Sugar 1,2 Mio. t Zuckerrohr aus eigenem Anbau und produzierte daraus 209.000 t Zucker. Der nationale Bedarf lag bei 110.000 t, der Rest wurde exportiert, davon 14.000 t nach Europa und 10.000 t nach Südafrika. Im Umland von Mazabuka ist Zambia Sugar der bei weitem größte Arbeitgeber.
Die Zuckerproduktion ist wegen der Witterungsabhängigkeit ausgesprochen schwer zu prognostizieren. Schwankungen von 25 Prozent sind nicht außergewöhnlich. Eine Ernteschätzung kann für Mazabuka mit "800.000 bis 5,4 Mio t" angegeben werden, wobei die Untergrenze eine extreme Dürre und die Obergrenze eine gute Bewässerung angibt. Wenn Sambia 2001 14.000 t in die EU exportiert und 2006 fast 40.000 t, so findet dieser Unterschied darin seinen Ausdruck. Weiter wird die Zuckerrohrverarbeitung sich immer stärker der Produktion von chemischen Produkten zuwenden.